# Derek Mills
Derek Bruce Mills (Washington, 9 luglio 1972) è un ex velocista statunitense, specializzato nei 400 metri piani.

## Palmarès
| Anno | Manifestazione    | Sede     | Evento      | Risultato | Prestazione | Note |
| ---- | ----------------- | -------- | ----------- | --------- | ----------- | ---- |
| 1990 | Mondiali juniores | Plovdiv  | 400 m piani | 5º        | 46"44       |      |
| 1990 | Mondiali juniores | Plovdiv  | 4×400 m     | Oro       | 3'02"26     |      |
| 1995 | Mondiali          | Göteborg | 4×400 m     | Oro       | 2'57"32     |      |
| 1996 | Giochi olimpici   | Atlanta  | 4×400 m     | Oro       | 2'55"99     |      |
| 1997 | Mondiali indoor   | Parigi   | 400 m piani | 5º        | 46"30       |      |

## Campionati nazionali
- 1 volta campione nazionale indoor dei 400 m piani (1997)

## Altre competizioni internazionali
1994
- Oro alla Grand Prix Final ( Parigi), 400 m piani - 45"22